# Himerios
Himerios (Ἱμέριος; ur. ok. 310, zm. ok. 390) – grecki sofista i retor.
Pochodził z Prusy w Bitynii. Studiował w Atenach, gdzie spędził później większość życia jako nauczyciel retoryki. Wśród jego uczniów znajdowali się Grzegorz z Nazjanzu i Bazyli Wielki. Przyjaźnił się z cesarzem Julianem Apostatą, przez pewien czas był jego sekretarzem.
Była autorem 80 mów, z których Focjusz czytał 72. Do czasów współczesnych w całości zachowały się 24 oraz wyciągi z 10. Znajdują się wśród nich deklamacje, mowy okolicznościowe, pochwały miast i dostojników cesarskich oraz mowy szkolne. Można w nich odnaleźć parafrazowane prozą fragmenty ód Alkajosa, Safony i Anakreonta. Mowy Himeriosa noszą wpływ stylu azjanickiego, przeładowane są sztucznymi ozdobnikami retorycznymi.